# U. S. Grant Hotel
El U. S. Grant Hotel es un hotel histórico en el barrio Gaslamp Quarter de San Diego, California. El hotel está listado en el Registro Nacional de Lugares Históricos.
El hotel fue construido por Ulysses S. Grant, Jr., hijo del presidente Ulysses S. Grant. Grant compró anteriormente un hotel en el mismo terreno pero luego lo demolió para construir el actual hotel en 1910. El arquitecto Harrison Albright diseñó el hotel.
Los huéspedes famosos que han estado en el hotel incluye a Woodrow Wilson, Charles A. Lindbergh, Franklin D. Roosevelt y Mamie Eisenhower.
Ahora el hotel es propiedad de Sycuan Band of the Kumeyaay Nation y es operado por Starwood Hotels and Resorts como parte de su lujosa colección.